# Charlie Mulgrew
Pour les articles homonymes, voir Mulgrew.
Charles Patrick Mulgrew, né le 6 mars 1986 à Glasgow en Écosse est un footballeur écossais. Il évolue comme défenseur central.

## Biographie

### Carrière en club
Il commence sa carrière au Celtic Glasgow il signe son premier contrat pro mais ne joue aucun match donc il est prêté à la fin de la saison dans un autre club de première division écossaise Dundee United  ,
il est ensuite remarquer par le club de Wolverhampton Wanderers en 2006 mais la bas non plus il n'arrive pas à s'imposer au sein de l'effectif il est donc prêté à Southend United  il part ensuite de Wolverhampton Wanderers en 2008 pour rejoindre son pays d'origine l’Écosse en passant deux saisons (2008-2010) à Aberdeen où il effectue 83 matchs il retourne ensuite dans son club formateur et club de cœur les Celtic Glasgows où il jouait de 2010 à 2016. 
Le 31 août 2016 il rejoint Blackburn Rovers pour un contrat de trois ans. Mulgrew inscrit son premier but pour Blackburn le 26 novembre 2016, lors d'une rencontre de championnat contre Newcastle United. Titularisé, il donne la victoire à son équipe en inscrivant le seul but de la partie.
Le 8 août 2019, il est prêté à Wigan Athletic.
Le 16 octobre 2020, il est prêté à Fleetwood Town.
Le 15 juin 2021, il rejoint Dundee United.

### Carrière en sélection
Charlie Mulgrew honore sa première sélection avec l'équipe nationale d'Écosse le 29 février 2012 contre la Slovénie. Il est titularisé au poste d'arrière gauche et les deux équipes se neutralisent (1-1). Il inscrit son premier but en sélection le 6 février 2013, contre l'Estonie. Il marque le seul but de la partie, et donne donc ainsi la victoire aux siens.

## Palmarès
- Celtic FC
  - Champion d'Écosse : 2012, 2013, 2014 2015 et 2016.
  - Vainqueur de la Coupe d'Écosse : 2011
- Blackburn Rovers
  - Vice-champion du Football League One (troisième division) : 2018.

### Personnel
- Membre de l'équipe-type de Scottish Premier League en 2012 et 2013
- Membre de l'équipe type de Football League One en 2018.